# Matej Josko
Matej Josko (19. července 1907 Liptovský Svätý Mikuláš – 11. června 1969 Washington, D.C.) byl slovenský a československý politik, poválečný poslanec Prozatímního Národního shromáždění a Ústavodárného Národního shromáždění za Demokratickou stranu. Po roce 1948 exilový politik.

## Biografie
Jeho otec byl sluhou a padl za první světové války. Matej absolvoval Právnickou fakultu Univerzity Komenského v Bratislavě, získal titul doktora práv. Pak dlouhodobě působil jako redaktor pobočky listu Lidové noviny v Bratislavě. V roce 1938 se stal členem zemského výboru Československé strany národně socialistické. Od roku 1935 byl funkcionářem této strany. V jiných pramenech je ovšem uváděn jako předválečný agrárník.
Byl švagrem předáka Demokratické strany Jána Ursínyho. Jeho manželka Hana byla Ursínyho sestrou. Za druhé světové války se podílel na odboji. V letech 1939–1940 spolupracoval v odboji s Jánem Lichnerem.
V roce 1943 byl signatářem Vánoční dohody, v níž se spojily hlavní proudy odboje na Slovensku. Od roku 1945 až do února 1948 zastával za Demokratickou stranu post ve Sboru pověřenců jako pověřenec financí. Ve funkci pověřence musel řešit složité opětovné sjednocování českého a slovenského měnového prostoru, rozděleného zavedením samostatných měnových jednotek během války.
V letech 1945–1946 byl poslancem Prozatímního Národního shromáždění za Demokratickou stranu. Po parlamentních volbách v roce 1946 se stal poslancem Ústavodárného Národního shromáždění, kde formálně setrval do voleb do Národního shromáždění roku 1948. V březnu 1946 se jako člen vedení Demokratické strany podílel na uzavření takzvané aprílové (dubnové) dohody, v níž se zavázalo vyjít vstříc programovým a personálním zájmům katolického tábora tak, aby nezakládali samostatnou stranu a nedrobili nekomunistický politický tábor.
Po únorovém převratu v roce 1948 byla Demokratická strana proměněna na Stranu slovenské obrody jako satelitní formaci závislou na KSČ. Josko patřil mezi skupinu funkcionářů Demokratické strany, kteří odešli do emigrace. V exilu pak organizoval Demokratickou stranu a volně spolupracoval s uprchlými politiky bývalé Republikánské strany zemědělského a malorolnického lidu (agrární strany).